# São Pedro (Figueira da Foz)
São Pedro es una freguesia portuguesa del concelho de Figueira da Foz, con 5,83 km² de superficie y 2.705 habitantes (2001). Su densidad de población es de 464,0 hab/km².

## Galería

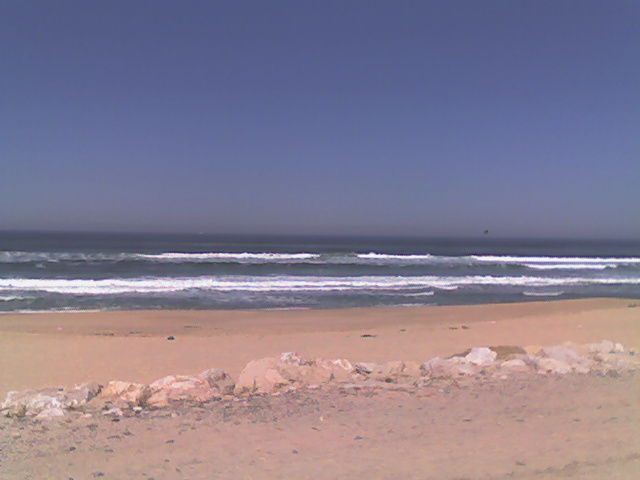
Playa da Cova en São Pedro.